# Dryxo margaretae
Dryxo margaretae är en tvåvingeart som beskrevs av Timothy M. Cogan 1968. Dryxo margaretae ingår i släktet Dryxo och familjen vattenflugor.
Artens utbredningsområde är Madagaskar. Inga underarter finns listade i Catalogue of Life.